# مودارا
مودارا (به لاتین: Modara) یک منطقهٔ مسکونی در سری‌لانکا است که در ناحیه کلمبو واقع شده‌است.